# Bathyopsurus nybelini
Bathyopsurus nybelini là một loài chân đều trong họ Munnopsidae. Loài này được Nordenstam miêu tả khoa học năm 1955.